# Júnior (voleibolista)
 José Jorge Sousa dos Santos Júnior  (Salvador, 17 de outubro de 1987) é um voleibolista indoor brasileiro, atuante na posição de Central, com marca de 347 cm no alcance do ataque e 330 no bloqueio, atuou  na categoria infanto-juvenil da Seleção Brasileira e conquistou  em 2004 o ouro no Campeonato Sul-Americano na Colômbia e foi medalhista de prata no Campeonato Mundial na Argélia em 2005.Há várias temporadas atua no voleibol argentino, no qual possui muitos resultados internacionais importantes, como ouro no Campeonato Sul-Americano de Clubes de 2013, e nesta competição possui  três medalhas de prata nos anos de 2011, 2012 e 2014 e um bronze obtido  na edição do ano de 2010;já no Campeonato Mundial de Clubes foi semifinalista no ano de 2013 e  conquistou o inédito bronze no ano de 2014.

## Carreira
Na época em que residia em sua cidade natal enfrentava um tipo de paralisia infantil, sequela ocasionada por volta dos quatorze anos de idade, após uma noite que acordou com febre e convulsões, e metade do corpo ficou paralisada, seus pais foram orientados por uma médica a introduzi-lo em uma prática desportiva, visando a reabilitar sua coordenação motora, e a escolha foi o voleibol e assim Júnior iniciou no Esporte Clube Vitória, onde permaneceu oito meses para recuperação.
Decidiu seguir a carreira de voleibolista, então migrou para o Estado de Santa Catarina, onde representou o time de Jaraguá do Sul, ocasião que surgiu a primeira convocado para a categoria de base da Seleção Brasileira, ou seja, categoria infanto-juvenil,  e fez parte do selecionado que conquistou a medalha de ouro na edição do Campeonato Sul-Americano de Cali-Colômbia em 2004.Teve passagem ainda por mais três times catarinenses nesta época.
Em 2005 vestiu novamente a camisa da Seleção Brasileira, categoria infanto-juvenil, quando disputou o Campeonato Mundial sediado nas cidades argelinas de  Alger e Oran , edição na qual foi medalhista de prata.Nesse mesmo ano a Unisul/Nexxera conseguiu o passe do jogador para equipe infanto-juvenil, foi então que ex-jogador e técnico Giovane Gávio visitou os projetos de Jaraguá do Sul,em retribuição, no qual Júnior se destacou defendendo muitos títulos municipais, estaduais, nacionais e até internacionais.
Pela Unisul/Nexxera disputou a Superliga Brasileira A 2005-06 e conquistou o bronze nesta edição.Transferiu-se para a equipe do Barão/Blumenau na jornada seguinte encerrando na décima primeira colocação na Superliga Brasileira A 2006-07.
Em 2007 acertou com o time argentino do  Banco Industrial/Azul  cujo técnico na época era Fabián Armoa.Ao disputar a Liga A1 Argentina 2007-08 alcançou o sexto lugar, além disso foi o terceiro Melhor Bloqueador e oitavo Melhor Saque da edição.
E voltou ao voleibol brasileiro pela equipe do Vôlei Futuro para o período esportivo 2008-09 conquistou vice-campeonato da Copa São Paulo de 2008, neste mesmo ano obteve o quarto lugar no Campeonato Paulista e por este clube disputou a correspondente Superliga Brasileira A encerrando nesta edição em sexto lugar e foi o quinto Melhor Bloqueador.
Ele regressa ao voleibol argentino em 2009, novamente sob o comando do técnico Fabián Armoa e pela equipe UPCN/San Juan e nesta época com apenas 22 anos era o jogador mais alto da Liga A Argentina 2009-10 com seus 2,07 m de estatura, declarando sua satisfação com seu retorno, pelo respeito aos clubes e aos atletas por parte do referido país, revelando não jogar pelo retorno financeiro e sim por prazer, o nome de sua família está retratada em suas tatuagens, dos seus pais e dos quatro irmãos e disputou a referida Liga  chegando a final e  sagrado-se vice-campeão desta competição sendo o Melhor Bloqueador , segundo Melhor Passador e foi o sétimo Maior Pontuador desta edição; além disso conquistou o título da Copa da Argentina  (Copa ACLAV) de 2009.
Na jornada 2010-11 continuou na equipe da UPCN/San Juan e foi campeão da Liga A1 Argentina correspondente e eleito o Melhor Jogador Estrangeiro;também foi medalhista de bronze no Campeonato Sul-Americano de Clubes de 2010 por este clube.No seguinte período esportivo permaneceu atuando pela UPCN/San Juan e conquistou o bicampeonato da Liga A1 Argentina 2011-12 e foi campeão em 2011 da Copa Master Argentina e medalhista de prata no Campeonato Sul-Americano de Clubes de 2011 realizado em São Paulo, no Brasil, ocasião que foi premiado como Melhor Sacador
Com contrato renovado com a UPCN disputou as competições da jornada 2012-13, conquistou o título da Copa da Argentina (Copa ACLAV) de 2012, também disputou o Campeonato Sul-Americano de Clubes de 2012 em Linares (Chile) no qual conquistou por esta equipe a medalha de prata; e nesta temporada conquistou o tricampeonato na Liga A1 Argentina 2012-13.
Na temporada 2013-14 permaneceu na equipe da UPCN conquistando novamente o título da Copa da Argentina (Copa ACLAV) em 2013.Disputou por essa equipe argentina o Campeonato Sul-Americano de Clubes de 2013, este realizado em Belo Horizonte-Brasil conquistando a medalha de ouro e a qualificação para o Campeonato Mundial de Clubes e eleito o Melhor  Bloqueador nesta edição.Ainda pela UPCN esteve na equipe que disputou o Campeonato Mundial de Clubes  sediado em Betim-Brasil chegando as semifinais da competição e encerrando na quarta posição  e ele figurou na sexta posição entre os maiores pontuadores e foi Melhor Atacante de toda competição e encerrando a temporada sagrou-se tetracampeão da Liga A1 Argentina.
Em 2014 disputou pela UPCN a edição do Campeonato Sul-Americano de Clubes realizado em Belo Horizonte-Brasil conquistando a medalha de prata e a qualificação do Campeonato Mundial de Clubes e representou a equipe argentina também no Campeonato Mundial de Clubes de 2014 realizado em Belo Horizonte-Brasil e conquistou  a medalha de bronze inédita nesta edição e nas estatísticas foi o sétimo Melhor Bloqueador e compos a seleção do campeonato como o segundo Melhor Central.
Júnior após sucessivas temporadas deixou a equipe da UPCN e  foi anunciado como novo contratado do Personal Bolívarpara o período esportivo 2014-15, conquistou o título da Copa ACLAV de 2014,disputou o Final Four do Torneio Pré Sul-Americano de Clubes de 2015 e foi vice-campeão.No final da temporada sagrou-se vice-campeão da Liga A1 Argentina correspondente.
Após seis anos na Argentina, construiu parte de sua carreira, moradia e esposa por lá, recebeu uma proposta do Retornou ao Brasil na temporada 2015-16, quando recebeu uma proposta do oposto Lorena que intermediou a contratação pelo São José dos Campos para temporada 2015-16 na reta final do Campeonato Paulista de 2015, competição na qual foi semifinalista.Disputou por este clube a Copa Brasil de 2016 e encerrou na quinta posição e conquistou a última vaga para as quartas de final da Superliga Brasileira A 2015-16, finalizando na quinta posição, e registrou  apenas 34 pontos na competição.
Na temporada e 2016-17, retornou ao vôlei argentino quando atuou pelo Obras de San Juan, retornando ao Brasil para jogar pelo Vôlei Renata/Campinas no período de 2017-18,  novamente atua no vôlei argentino pelo Libertad Burgi Vóley nas competições de 2018-19, transferindo-se em 2019-20 para o APAN/Blumenau. Pela primeira vez atua no clube europeu, no vôlei alemão, pelo ASV Dachau  na temporada de 2021-22 e 2022-23, reforço ainda na temporada 2022-23 o time argentino do Monteros Vóley Club e na temporada 2023-24 passa atuar pelo UPCN Vóley Club.

## Títulos e resultados
- Campeonato Mundial de Clubes:2013[24]
- Pré Sul-Americano de Clubes:2015[39]
- Copa ACLAV:2009[8], 2012[17],2013[20], 2014[35]
- Liga A Argentina:2010-11[13],2011-12[15],2012-13[19],2013-14[27]
- Liga A Argentina:2009-10[8][12]. 2014-15[40]
- Copa Master Argentina:2011[8]
- Superliga Brasileira A:2005-06[6]
- Campeonato Paulista:2008[8]
- Copa São Paulo:2008[9]

## Premiações individuais
- 2º Melhor Central do Campeonato Mundial de Clubes de 2014[32]
- 7º Melhor Bloqueador do Campeonato Mundial de Clubes de 2014[31]
- Melhor Atacante do Campeonato Mundial de Clubes de 2013[26]
- 2º Maior Pontuador do Campeonato Mundial de Clubes de 2013[25]
- Melhor Bloqueador do Campeonato Sul-Americano de Clubes de 2013[22]
- Melhor Sacador do Campeonato Sul-Americano de Clubes de 2011[16]
- Melhor Jogador Estrangeiro da Liga A1 Argentina 2010-11[13]
- 2º Melhor Passador da Superliga Brasileira A de 2009-10[8]
- 7º Maior Pontuador da Superliga Brasileira A de 2009-10[8]
- Melhor Bloqueador da Superliga Brasileira A de 2009-10[8]
- 5º Melhor Defensor da Superliga Brasileira A de 2008-09[8]
- 3º Melhor Bloqueador da Liga A1 Argentina 2007-08[8]
- 8º Melhor Saque da Liga A1 Argentina 2007-08[8]